# Mitteldeutsche Fußballmeisterschaft 1912/13

VfB Leipzig 1893 – Mitteldeutscher Fußballmeister 1913

Die Mitteldeutsche Fußballmeisterschaft 1912/13 des Verbandes Mitteldeutscher Ballspiel-Vereine (VMBV) war die zwölfte Spielzeit der Mitteldeutschen Fußballmeisterschaft. Die diesjährige Meisterschaft wurde erneut mittels zahlreicher, regionaler Gauligen ausgetragen, deren Sieger in einer K.-o.-Runde aufeinandertrafen. Durch einen 6:0-Erfolg über den Coburger FC gewann der VfB Leipzig zum siebten Mal die Mitteldeutsche Meisterschaft und qualifizierte sich somit für die Endrunde zur Deutschen Meisterschaft. Nach Erfolgen über Askania Forst und den Berliner TuFC Viktoria 89, erreichten die Leipziger das Finale, welches in München bei strömendem Regen höchst verdient mit 3:1 gegen den Duisburger SpV gewonnen werden konnte. Für den VfB Leipzig war es die insgesamt nun schon dritte errungene Deutsche Meisterschaft.

## Modus
Alle teilnehmenden Vereine der Saison 1912/13, waren in 21 Spiel-Bezirke (Gaue) untergliedert, deren Sieger anschließend zusammen mit dem vor-qualifizierten Titelverteidiger die Mitteldeutsche Fußballmeisterschaft ausspielten. Die Vertreter der sieben leistungsstärksten Gaue und die Sieger der übrigen Gaue spielten eine beschränkte Endrunde aus. Im Finale trafen dann beide Runden-Sieger aufeinander. Die Gaue Altmark und Vogtland meldeten ihre Gau-Meister nicht rechtzeitig, sodass in dieser Spielzeit kein Verein aus diesen Gauen an der Mitteldeutschen Endrunde teilnahm. Auch die Gaue Elbe-Elster und Westthüringen stellten keinen Vertreter für die Endrunde.
Neu hinzu kamen die Gaue: Erzgebirge, Göltzschtal, Saale-Elster und Westsachsen. Aber nur die Meister der Gaue: Saale-Elster und Westsachsen waren berechtigt, schon in dieser Spielzeit an der Mitteldeutschen Endrunde teilzunehmen.
Spielstarke Gaue :
| Gau              | Gaumeister                      |
| ---------------- | ------------------------------- |
| Mittelelbe       | FuCC Cricket-Viktoria Magdeburg |
| Nordthüringen    | SV 01 Gotha                     |
| Nordwestsachsen  | VfB Leipzig                     |
| Ostsachsen       | Dresdner FC Fußballring         |
| Ostthüringen     | FC Carl Zeiss Jena              |
| Saale            | Hallescher FC 1896              |
| Südwestsachsen   | FC Sturm Chemnitz               |
| Titelverteidiger | SpVgg 1899 Leipzig-Lindenau     |

Spielschwache Gaue :
| Gau           | Gaumeister             |
| ------------- | ---------------------- |
| Anhalt        | FC 02 Cöthen           |
| Harz          | FC Preußen Halberstadt |
| Kyffhäuser    | VfB 06 Sangerhausen    |
| Mittelsachsen | Döbelner SC            |
| Oberlausitz   | SV Budissa Bautzen     |
| Saale-Elster  | FC Preußen Weißenfels  |
| Südthüringen  | Coburger FC            |
| Westsachsen   | Zwickauer SC           |

Nicht für die Endrunde qualifizierte Gaue :
| Gau           | Gaumeister           |
| ------------- | -------------------- |
| Altmark       | FC Viktoria Stendal  |
| Elbe/Elster   | FC Hartenfels Torgau |
| Erzgebirge    | FC Alemannia Aue     |
| Glötzschtal   | Falkensteiner FC     |
| Vogtland      | FC Apelles Plauen    |
| Westthüringen | FC Germania Mehlis   |

## Gau Nordwestsachsen
| Pl. | Verein                              | Sp. | S  | U | N | Tore    | Quote | Punkte |
| --- | ----------------------------------- | --- | -- | - | - | ------- | ----- | ------ |
| 1.  | VfB Leipzig                         | 14  | 11 | 0 | 3 | 052:150 | 3,47  | 22:60  |
| 2.  | SpVgg 1899 Leipzig-Lindenau (MM, M) | 14  | 10 | 2 | 2 | 028:160 | 1,75  | 22:60  |
| 3.  | BV Olympia Leipzig                  | 14  | 7  | 2 | 5 | 028:290 | 0,97  | 16:12  |
| 4.  | FC Eintracht Leipzig                | 14  | 4  | 6 | 4 | 028:300 | 0,93  | 14:14  |
| 5.  | Leipziger BC 1893                   | 14  | 3  | 5 | 6 | 029:280 | 1,04  | 11:17  |
| 6.  | FC Wacker Leipzig                   | 14  | 3  | 5 | 6 | 025:300 | 0,83  | 11:17  |
| 7.  | FC Sportfreunde Leipzig             | 14  | 2  | 4 | 8 | 019:270 | 0,70  | 08:20  |
| 8.  | VfR 1902 Leipzig (N)                | 14  | 2  | 4 | 8 | 023:570 | 0,40  | 08:20  |

| (MM) | Titelverteidiger Mitteldeutschland |
| (M)  | Titelverteidiger Nordwestsachsen   |
| (N)  | Aufsteiger                         |

Entscheidungsspiel Platz 1
| Datum         |             | Ergebnis |                             |
| ------------- | ----------- | -------- | --------------------------- |
| 16. März 1913 | VfB Leipzig | 2:1      | SpVgg 1899 Leipzig-Lindenau |

Entscheidungsspiel Platz 7
| Datum          |                         | Ergebnis  |                         |
| -------------- | ----------------------- | --------- | ----------------------- |
| 20. April 1913 | VfR 1902 Leipzig        | a 3:1 a   | FC Sportfreunde Leipzig |
| 20. Juli 1913  | FC Sportfreunde Leipzig | 0:0 n. V. | VfR 1902 Leipzig        |
| 27. Juli 1913  | FC Sportfreunde Leipzig | 1:0       | VfR 1902 Leipzig        |

Relegationsspiel
| Datum           |                                          | Ergebnis |                                               |
| --------------- | ---------------------------------------- | -------- | --------------------------------------------- |
| 10. August 1913 | FC Fortuna 02 Leipzig (Sieger 2. Klasse) | 3:1      | VfR 1902 Leipzig (Letztplatzierter 1. Klasse) |

## Gau Ostsachsen
| Pl. | Verein                      | Sp. | S  | U | N  | Tore    | Quote | Punkte |
| --- | --------------------------- | --- | -- | - | -- | ------- | ----- | ------ |
| 1.  | Dresdner FC Fußballring (N) | 18  | 13 | 1 | 4  | 053:290 | 1,83  | 27:90  |
| 2.  | SV Guts Muts Dresden        | 18  | 11 | 4 | 3  | 066:290 | 2,28  | 26:10  |
| 3.  | VfB 1903 Dresden            | 18  | 10 | 3 | 5  | 038:300 | 1,27  | 23:13  |
| 4.  | FV Sachsen Dresden          | 18  | 8  | 3 | 7  | 054:510 | 1,06  | 19:17  |
| 5.  | Dresdner SC (M)             | 18  | 8  | 3 | 7  | 039:320 | 1,22  | 19:17  |
| 6.  | BC Sportlust Dresden        | 18  | 6  | 5 | 7  | 042:410 | 1,02  | 17:19  |
| 7.  | SC Dresdensia Dresden       | 18  | 7  | 1 | 10 | 032:510 | 0,63  | 15:21  |
| 8.  | FC Brandenburg Dresden (N)  | 18  | 3  | 7 | 8  | 026:510 | 0,51  | 13:23  |
| 9.  | Dresdner FC 1893            | 18  | 5  | 1 | 12 | 038:590 | 0,64  | 11:25  |
| 10. | FC Habsburg Dresden         | 18  | 3  | 4 | 11 | 044:590 | 0,75  | 10:26  |

| (M) | Titelverteidiger Ostsachsen |
| (N) | Aufsteiger                  |

Relegationsspiele
| Datum           |                                                  | Ergebnis      |                                                  |
| --------------- | ------------------------------------------------ | ------------- | ------------------------------------------------ |
| 10. August 1913 | FC Habsburg Dresden (Letztplatzierter 1. Klasse) | b 2:2 n. V. b | SpVgg 1905 Dresden (Sieger 2. Klasse)            |
| 17. August 1913 | SpVgg 1905 Dresden (Sieger 2. Klasse)            | c 0:3 c       | FC Habsburg Dresden (Letztplatzierter 1. Klasse) |
| 24. August 1913 | FC Habsburg Dresden (Letztplatzierter 1. Klasse) | 3:0           | SpVgg 1905 Dresden (Sieger 2. Klasse)            |

## Gau Südwestsachsen
| Pl. | Verein                    | Sp. | S  | U | N  | Tore    | Quote | Punkte |
| --- | ------------------------- | --- | -- | - | -- | ------- | ----- | ------ |
| 1.  | FC Sturm Chemnitz         | 14  | 12 | 1 | 1  | 061:100 | 6,10  | 25:30  |
| 2.  | Mittweidaer FC            | 14  | 10 | 1 | 3  | 031:240 | 1,29  | 21:70  |
| 3.  | Chemnitzer BC d (M)       | 14  | 9  | 0 | 5  | 041:130 | 3,15  | 18:10  |
| 4.  | FC Germania Mittweida     | 14  | 5  | 2 | 7  | 025:400 | 0,63  | 12:16  |
| 5.  | Vereinigter Chemnitzer SC | 14  | 5  | 1 | 8  | 030:320 | 0,94  | 11:17  |
| 6.  | Mittweidaer BC            | 14  | 4  | 3 | 7  | 018:290 | 0,62  | 11:17  |
| 7.  | SC Reunion Chemnitz       | 14  | 3  | 1 | 10 | 017:480 | 0,35  | 07:21  |
| 8.  | SC National Chemnitz      | 14  | 3  | 1 | 10 | 013:400 | 0,33  | 07:21  |

| (M) | Titelverteidiger Südwestsachsen |

Spiel um Platz 7
|                     | Ergebnis |                      |
| ------------------- | -------- | -------------------- |
| SC Reunion Chemnitz | e -:- e  | SC National Chemnitz |

## Gau Westsachsen
Die Gründung des Gau Westsachsen erfolgte am 14. Juli 1912 in Glauchau.
| Pl. | Verein                  | Sp. | S | U | N | Tore    | Quote | Punkte |
| --- | ----------------------- | --- | - | - | - | ------- | ----- | ------ |
| 1.  | Zwickauer SC            | 8   | 8 | 0 | 0 | 046:800 | 5,75  | 16:0   |
| 2.  | FC Olympia Zwickau      | 8   | 3 | 1 | 4 | 008:280 | 0,29  | 07:90  |
| 3.  | FC Sachsen Meerane      | 8   | 3 | 1 | 4 | 009:310 | 0,29  | 07:90  |
| 4.  | Glauchauer SV           | 8   | 2 | 2 | 4 | 020:150 | 1,33  | 06:10  |
| 5.  | Glauchauer Sportfreunde | 8   | 1 | 2 | 5 | 004:500 | 0,80  | 04:12  |

## Gau Saale
| Pl. | Verein                   | Sp. | S | U | N | Tore    | Quote | Punkte |
| --- | ------------------------ | --- | - | - | - | ------- | ----- | ------ |
| 1.  | Hallescher FC 1896       | 8   | 8 | 0 | 0 | 038:700 | 5,43  | 16:0   |
| 2.  | Hallescher FC Wacker (M) | 8   | 4 | 2 | 2 | 030:150 | 2,00  | 10:60  |
| 3.  | FC Hohenzollern Halle    | 8   | 3 | 0 | 5 | 016:290 | 0,55  | 06:10  |
| 4.  | SV Borussia 02 Halle     | 8   | 2 | 1 | 5 | 016:300 | 0,53  | 05:11  |
| 5.  | FC Britannia Halle       | 8   | 1 | 1 | 6 | 013:320 | 0,41  | 03:13  |

| (M) | Titelverteidiger Saale |

Relegation
| Datum       |                                                 | Ergebnis |                                        |
| ----------- | ----------------------------------------------- | -------- | -------------------------------------- |
| 4. Mai 1913 | FC Britannia Halle (Letztplatzierter 1. Klasse) | 11:0     | SpVgg Olympia Halle (Sieger 2. Klasse) |

## Gau Mittelelbe
| Pl. | Verein                    | Sp. | S | U | N | Tore    | Quote | Punkte |
| --- | ------------------------- | --- | - | - | - | ------- | ----- | ------ |
| 1.  | FUCC Cricket-Viktoria (M) | 8   | 6 | 0 | 2 | 029:160 | 1,81  | 12:40  |
| 2.  | MFC Viktoria 1896         | 8   | 6 | 0 | 2 | 035:170 | 2,06  | 12:40  |
| 3.  | SC Germania-Jahn 1898     | 8   | 3 | 2 | 3 | 018:230 | 0,78  | 08:80  |
| 4.  | Magdeburger SC            | 8   | 2 | 1 | 5 | 014:200 | 0,70  | 05:11  |
| 5.  | FC Preußen 02 Burg        | 8   | 1 | 1 | 6 | 012:320 | 0,38  | 03:13  |

| (M) | Titelverteidiger Mittelelbe |

Entscheidungsspiel
| Datum           |                                 | Ergebnis |                              |
| --------------- | ------------------------------- | -------- | ---------------------------- |
| 9. Februar 1913 | FuCC Cricket-Viktoria Magdeburg | f 2:3 f  | Magdeburger FC Viktoria 1896 |

## Gau Nordthüringen
Der Gau Nordthüringen wurde in dieser Spielzeit erneut in zwei Staffeln ausgetragen. Beide Staffelsieger trafen im Finale aufeinander.

### Gruppe A
Die Spiele: Borussia Erfurt vs. Erfurter SC und Britannia Erfurt vs. Erfurter SC, wurden als Niederlage für beide Vereine gewertet.
| Pl. | Verein                 | Sp. | S | U | N | Tore    | Quote | Punkte |
| --- | ---------------------- | --- | - | - | - | ------- | ----- | ------ |
| 1.  | SV 01 Gotha            | 10  | 7 | 3 | 0 | 042:190 | 2,21  | 17:30  |
| 2.  | SV Teutonia Mühlhausen | 10  | 7 | 1 | 2 | 028:210 | 1,33  | 15:50  |
| 3.  | SpVgg 02 Erfurt g      | 10  | 3 | 2 | 5 | 018:260 | 0,69  | 08:12  |
| 4.  | SC Erfurt 1895 (M)     | 10  | 3 | 0 | 7 | 014:900 | 1,56  | 06:14  |
| 5.  | FC Borussia Erfurt     | 10  | 2 | 1 | 7 | 020:270 | 0,74  | 05:15  |
| 6.  | FC Britannia Erfurt    | 10  | 2 | 1 | 7 | 021:410 | 0,51  | 05:15  |

| (M) | Titelverteidiger Nordthüringen |

### Gruppe B
| Pl. | Verein                       | Sp. | S | U | N | Tore    | Quote | Punkte |
| --- | ---------------------------- | --- | - | - | - | ------- | ----- | ------ |
| 1.  | SC Erfurt 1895 [1b] (N)      | 8   | 7 | 1 | 0 | 035:700 | 5,00  | 15:10  |
| 2.  | FC Saxonia Erfurt (N)        | 8   | 5 | 0 | 3 | 023:190 | 1,21  | 10:60  |
| 3.  | FC Germania 1899 Mühlhausen  | 8   | 3 | 2 | 3 | 020:150 | 1,33  | 08:80  |
| 4.  | Sp.Abt. des MTV 1897 Erfurt  | 8   | 2 | 1 | 5 | 015:190 | 0,79  | 05:11  |
| 5.  | BC 1900 Erfurt               | 8   | 1 | 0 | 7 | 009:420 | 0,21  | 02:14  |
| 6.  | FV Germania 07 Ilmenau h (N) | 0   | 0 | 0 | 0 | 000:000 | 1,00  | 0:0    |
| 7.  | Erfurter SV Germania i       | 0   | 0 | 0 | 0 | 000:000 | 1,00  | 0:0    |

| (N) | Aufsteiger |

### Finale Nordthüringen
| Datum           |                               | Ergebnis |                                     | Ort    |
| --------------- | ----------------------------- | -------- | ----------------------------------- | ------ |
| 9. Februar 1913 | SV 01 Gotha (Sieger Gruppe A) | 5:1      | FC Saxonia Erfurt (Sieger Gruppe B) | Erfurt |

### Relegationsspiel
| Datum           |                                        | Ergebnis |                                        | Ort      |
| --------------- | -------------------------------------- | -------- | -------------------------------------- | -------- |
| 31. August 1913 | FV Germania Ilmenau (Letzter Gruppe B) | 4:2      | FC Normannia Erfurt (Sieger 2. Klasse) | Arnstadt |

## Gau Ostthüringen
| Pl. | Verein                 | Sp. | S  | U | N | Tore    | Quote | Punkte |
| --- | ---------------------- | --- | -- | - | - | ------- | ----- | ------ |
| 1.  | FC Carl Zeiss Jena (M) | 10  | 10 | 0 | 0 | 054:120 | 4,50  | 20:0   |
| 2.  | BC Vimaria Weimar      | 10  | 2  | 6 | 2 | 024:250 | 0,96  | 10:10  |
| 3.  | SC Jena 1908           | 9   | 3  | 2 | 4 | 025:190 | 1,32  | 08:10  |
| 4.  | SC 1904 Gera           | 9   | 3  | 1 | 5 | 016:280 | 0,57  | 07:11  |
| 5.  | SC 1903 Weimar         | 8   | 2  | 1 | 5 | 015:330 | 0,45  | 05:11  |
| 6.  | VfB 1911 Jena          | 8   | 1  | 2 | 5 | 010:270 | 0,37  | 04:12  |

| (M) | Titelverteidiger Ostthüringen |

## Gau Südthüringen
Am 16. Februar 1913 wurde vom Südthüringer Verband beschlossen, den Coburger FC als Meister zu benennen.
| Pl. | Verein                 | Sp. | S | U | N | Tore    | Quote | Punkte |
| --- | ---------------------- | --- | - | - | - | ------- | ----- | ------ |
| 1.  | FC Adler Neustadt (N)  | 3   | 3 | 0 | 0 | 015:400 | 3,75  | 06:0   |
| 2.  | Coburger FC            | 3   | 2 | 0 | 1 | 008:500 | 1,60  | 04:20  |
| 3.  | SC 03 Eisfeld          | 3   | 1 | 0 | 2 | 001:110 | 0,09  | 02:40  |
| 4.  | 1. FC 04 Sonneberg (M) | 3   | 0 | 0 | 3 | 001:500 | 0,20  | 0:60   |
| 5.  | SpC Coburg (N) j       | 0   | 0 | 0 | 0 | 000:000 | 1,00  | 0:0    |

| (M) | Titelverteidiger Südthüringen |
| (N) | Aufsteiger                    |

## Gau Westthüringen
Aus bisher unbekannten Gründen nahm kein Vertreter aus dem Gau Westthüringen an der diesjährigen Mitteldeutschen Endrunde teil.
| Pl. | Verein                 | Sp. | S | U | N | Tore    | Quote | Punkte |
| --- | ---------------------- | --- | - | - | - | ------- | ----- | ------ |
| 1.  | FC Germania 06 Mehlis  | 8   | 7 | 1 | 0 | 012:600 | 2,00  | 15:10  |
| 2.  | FC Zella 05            | 8   | 5 | 1 | 2 | 015:120 | 1,25  | 11:50  |
| 3.  | FC Preußen Suhl (M)    | 7   | 2 | 1 | 4 | 008:110 | 0,73  | 05:90  |
| 4.  | BC 06 Hildburghausen k | 6   | 1 | 1 | 4 | 001:100 | 1,00  | 03:90  |
| 5.  | SC 04 Meiningen        | 7   | 1 | 0 | 6 | 003:900 | 0,33  | 02:12  |
| 6.  | VfB 09 Meiningen l     | 0   | 0 | 0 | 0 | 000:000 | 1,00  | 0:0    |
| 7.  | SC 09 Schmalkalden m   | 0   | 0 | 0 | 0 | 000:000 | 1,00  | 0:0    |
| 8.  | SC 07 Schleusingen n   | 0   | 0 | 0 | 0 | 000:000 | 1,00  | 0:0    |

| (M) | Titelverteidiger Westthüringen |

Relegationsspiel
| Datum         |                                      | Ergebnis |                                                      |
| ------------- | ------------------------------------ | -------- | ---------------------------------------------------- |
| 27. Juli 1913 | SC 1904 Meiningen (Letzter A-Klasse) | 4:3      | Club Heiterkeit der Sp.Abt. Mehlis (Sieger B-Klasse) |

## Gau Vogtland
Der Saison-Meister wurde vom Gau nicht rechtzeitig gemeldet. Daher nahm in dieser Spielzeit kein Vertreter des Gau Vogtland an der Mitteldeutschen Endrunde teil.
| Pl. | Verein                      | Sp. | S | U | N | Tore    | Quote | Punkte |
| --- | --------------------------- | --- | - | - | - | ------- | ----- | ------ |
| 1.  | FC Apelles Plauen           | 8   | 5 | 3 | 0 | 028:100 | 2,80  | 13:30  |
| 2.  | 1. Vogtländischer FC Plauen | 8   | 5 | 1 | 2 | 029:130 | 2,23  | 11:50  |
| 3.  | FC Conkordia Plauen (M)     | 8   | 5 | 1 | 2 | 022:130 | 1,69  | 11:50  |
| 4.  | FC Britannia Plauen         | 8   | 1 | 2 | 5 | 008:200 | 0,40  | 04:12  |
| 5.  | Plauener BC 1905            | 8   | 0 | 1 | 7 | 005:360 | 0,14  | 01:15  |
| 6.  | FC Plauen o (N)             | 0   | 0 | 0 | 0 | 000:000 | 1,00  | 0:0    |

| (M) | Titelverteidiger Vogtland |
| (N) | Aufsteiger                |

## Gau Göltzschtal
Der Gau Göltzschtal entstand als Abspaltung aus dem Gau Vogtland. Die 1. Gau-Versammlung fand erst am 8. August 1912 in Auerbach statt. Der diesjährige Gau-Meister war daher noch nicht für die Mitteldeutsche Endrunde spielberechtigt.
| Pl. | Verein                   | Sp. | S | U | N | Tore    | Quote | Punkte |
| --- | ------------------------ | --- | - | - | - | ------- | ----- | ------ |
| 1.  | Falkensteiner FC         | 8   | 5 | 0 | 3 | 020:190 | 1,05  | 10:60  |
| 2.  | FC Sportfreunde Auerbach | 8   | 5 | 0 | 3 | 024:150 | 1,60  | 10:60  |
| 3.  | Auerbacher FC 06         | 8   | 5 | 0 | 3 | 018:150 | 1,20  | 10:60  |
| 4.  | Falkensteiner BC         | 8   | 4 | 0 | 4 | 028:230 | 1,22  | 08:80  |
| 5.  | FC Hubertia Falkenstein  | 8   | 1 | 0 | 7 | 009:270 | 0,33  | 02:14  |
| 6.  | SV 1911 Treuen p         | 0   | 0 | 0 | 0 | 000:000 | 1,00  | 0:0    |

Entscheidungsspiele Platz 1
| Datum          |                  | Ergebnis |                          |
| -------------- | ---------------- | -------- | ------------------------ |
| 13. April 1913 | Falkensteiner FC | 2:1      | FC Sportfreunde Auerbach |
| 20. April 1913 | Falkensteiner FC | 4:0      | Auerbacher FC 06         |

## Gau Erzgebirge
Am 29. September 1912 erfolgte in Schneeberg die offizielle Gründung des Gau Erzgebirge. Nach Beendigung der Verbandsspiele wurde vom Spielausschuss bekannt gegeben, dass Alemannia Aue zum Meister ernannt wird. Der diesjährige Gau-Meister war aber noch nicht für die Mitteldeutsche Endrunde spielberechtigt.
| Pl. | Verein                  | Sp. | S | U | N  | Tore    | Quote | Punkte |
| --- | ----------------------- | --- | - | - | -- | ------- | ----- | ------ |
| 1.  | FC Concordia Schneeberg | 10  | 9 | 0 | 1  | 029:100 | 2,90  | 18:20  |
| 2.  | FC Alemannia Aue        | 10  | 8 | 1 | 1  | 029:110 | 2,64  | 17:30  |
| 3.  | FC Wacker Schwarzenberg | 10  | 4 | 0 | 6  | 006:360 | 0,17  | 08:12  |
| 4.  | FC Sachsen Schneeberg   | 10  | 3 | 1 | 6  | 010:230 | 0,43  | 07:13  |
| 5.  | FC Sachsen Annaberg     | 10  | 3 | 0 | 7  | 019:130 | 1,46  | 06:14  |
| 6.  | Eibenstocker BC q       | 10  | 0 | 0 | 10 | 000:000 | 1,00  | 0:20   |

## Gau Anhalt
Das Spiel: Dessauer SV 98 vs. SV 07 Bernburg wurde als Niederlage für beide Teams gewertet.
| Pl. | Verein                                 | Sp. | S  | U | N  | Tore    | Quote | Punkte |
| --- | -------------------------------------- | --- | -- | - | -- | ------- | ----- | ------ |
| 1.  | FC 02 Cöthen (M)                       | 14  | 10 | 2 | 2  | 053:200 | 2,65  | 22:60  |
| 2.  | 1. SC 1900 Zerbst                      | 14  | 10 | 1 | 3  | 043:160 | 2,69  | 21:70  |
| 3.  | SC Cöthen 09/Sp.Abt. 09 im TC Cöthen r | 14  | 8  | 1 | 5  | 038:190 | 2,00  | 17:11  |
| 4.  | SV 07 Bernburg                         | 14  | 7  | 1 | 6  | 039:310 | 1,26  | 15:13  |
| 5.  | Dessauer SV 98                         | 14  | 7  | 0 | 7  | 030:310 | 0,97  | 14:14  |
| 6.  | FC Dessau 05                           | 14  | 4  | 1 | 9  | 011:460 | 0,24  | 09:19  |
| 7.  | FC Viktoria 03 Zerbst                  | 14  | 2  | 2 | 10 | 021:540 | 0,39  | 06:22  |
| 8.  | Cöthener FC Germania 03                | 14  | 2  | 2 | 10 | 019:370 | 0,51  | 06:22  |

| (M) | Titelverteidiger Anhalt |

Entscheidungsspiele Platz 7
| Datum         |                    | Ergebnis |                         |
| ------------- | ------------------ | -------- | ----------------------- |
| 22. Juni 1913 | Viktoria 03 Zerbst | s -:- s  | Cöthener FC Germania 09 |

Relegationsspiel
| Datum         |                                                      | Ergebnis |                                              |
| ------------- | ---------------------------------------------------- | -------- | -------------------------------------------- |
| 29. Juni 1913 | Cöthener FC Germania 09 (Letztplatzierter 1. Klasse) | 2:0      | Dessauer FC Germania 1911 (Sieger 2. Klasse) |

## Gau Harz
| Pl. | Verein                            | Sp. | S | U | N | Tore    | Quote | Punkte |
| --- | --------------------------------- | --- | - | - | - | ------- | ----- | ------ |
| 1.  | FC Preußen 09 Halberstadt (M)     | 6   | 3 | 3 | 0 | 021:900 | 2,33  | 09:30  |
| 2.  | FC Askania Aschersleben           | 6   | 3 | 2 | 1 | 020:110 | 1,82  | 08:40  |
| 3.  | FC Germania Halberstadt           | 6   | 3 | 1 | 2 | 006:100 | 0,60  | 07:50  |
| 4.  | SC 1910 Halberstadt (N)           | 6   | 0 | 0 | 6 | 004:210 | 0,19  | 0:12   |
| 5.  | FC Viktoria Wernigerode t         | 0   | 0 | 0 | 0 | 000:000 | 1,00  | 0:0    |
| 6.  | Quedlinburger SV 1904 u           | 0   | 0 | 0 | 0 | 000:000 | 1,00  | 0:0    |
| 7.  | FC Hohenzollern Wernigerode u (N) | 0   | 0 | 0 | 0 | 000:000 | 1,00  | 0:0    |

| (M) | Titelverteidiger Harz |
| (N) | Aufsteiger            |

## Gau Kyffhäuser
| Pl. | Verein                       | Sp. | S | U | N | Tore    | Quote | Punkte |
| --- | ---------------------------- | --- | - | - | - | ------- | ----- | ------ |
| 1.  | VfB 06 Sangerhausen          | 6   | 4 | 1 | 1 | 012:900 | 1,33  | 09:30  |
| 2.  | FC Preußen 05 Nordhausen (M) | 6   | 3 | 0 | 3 | 021:900 | 2,33  | 06:60  |
| 3.  | BSC 07 Sangerhausen          | 6   | 2 | 2 | 2 | 018:220 | 0,82  | 06:60  |
| 4.  | SV Wacker Mars Nordhausen    | 6   | 1 | 1 | 4 | 015:260 | 0,58  | 03:90  |

| (M) | Titelverteidiger Kyffhäuser |

## Gau Altmark
Auf Grund von Punktgleichheit wurde ein Entscheidungsspiel zwischen dem FC Viktoria 09 Stendal und dem RBC 1909 Rathenow angesetzt, welches Stendal mit 1:0 gewann. Rathenow protestierte jedoch gegen die Wertung. Der Protest wurde zwar abgewiesen, dennoch konnte der Gau Altmark wegen dieser Verzögerung seinen Gau-Meister nicht rechtzeitig melden, sodass kein Vertreter des Gau an der diesjährigen Mitteldeutschen Endrunde teilnahm.
| Pl. | Verein                     | Sp. | S | U | N | Tore    | Quote | Punkte |
| --- | -------------------------- | --- | - | - | - | ------- | ----- | ------ |
| 1.  | FC Viktoria 09 Stendal     | 12  | 9 | 2 | 1 | 045:170 | 2,65  | 20:40  |
| 2.  | RBC 1909 Rathenow          | 12  | 9 | 2 | 1 | 050:200 | 2,50  | 20:40  |
| 3.  | FC Minerva Wittenberge (M) | 12  | 7 | 1 | 4 | 020:190 | 1,05  | 15:90  |
| 4.  | FC Saxonia 07 Tangermünde  | 12  | 4 | 0 | 8 | 017:150 | 1,13  | 08:16  |
| 5.  | FC Pfeil Rathenow (N)      | 12  | 4 | 0 | 8 | 021:370 | 0,57  | 08:16  |
| 6.  | FC Preußen Stendal         | 12  | 3 | 2 | 7 | 012:400 | 0,30  | 08:16  |
| 7.  | FC Herta Wittenberge       | 12  | 2 | 1 | 9 | 017:340 | 0,50  | 05:19  |

| (M) | Titelverteidiger Altmark |
| (N) | Aufsteiger               |

Entscheidungsspiel Platz 1
| Datum        |                   | Ergebnis |                        |
| ------------ | ----------------- | -------- | ---------------------- |
| 9. März 1913 | RBC 1909 Rathenow | 0:1      | FC Viktoria 09 Stendal |

## Gau Elbe/Elster
Aus bisher unbekannten Gründen nahm kein Vertreter aus dem Gau Elbe/Elster an der diesjährigen Mitteldeutschen Endrunde teil.
| Pl. | Verein                       | Sp. | S | U | N | Tore    | Quote | Punkte |
| --- | ---------------------------- | --- | - | - | - | ------- | ----- | ------ |
| 1.  | FC Hartenfels Torgau (N)     | 4   | 3 | 1 | 0 | 011:600 | 1,83  | 07:10  |
| 2.  | VfB 1907 Herzberg            | 4   | 2 | 1 | 1 | 020:900 | 2,22  | 05:30  |
| 3.  | FC Sportfreunde Torgau       | 4   | 0 | 0 | 4 | 004:200 | 0,20  | 0:80   |
| 4.  | FC Viktoria Wittenberg v (M) | 0   | 0 | 0 | 0 | 000:000 | 1,00  | 0:0    |
| 5.  | SC Alemannia Jessen w        | 0   | 0 | 0 | 0 | 000:000 | 1,00  | 0:0    |
| 6.  | FC Preußen Torgau x          | 0   | 0 | 0 | 0 | 000:000 | 1,00  | 0:0    |
| 7.  | FC Viktoria Jüterbog y       | 0   | 0 | 0 | 0 | 000:000 | 1,00  | 0:0    |
| 8.  | FC 07 Hertha Wittenberg z    | 0   | 0 | 0 | 0 | 000:000 | 1,00  | 0:0    |

| (M) | Titelverteidiger Elbe/Elster |
| (N) | Aufsteiger                   |

## Gau Oberlausitz
| Pl. | Verein                    | Sp. | S | U | N | Tore    | Quote | Punkte |
| --- | ------------------------- | --- | - | - | - | ------- | ----- | ------ |
| 1.  | SV Budissa Bautzen (M)    | 4   | 4 | 0 | 0 | 021:400 | 5,25  | 08:0   |
| 2.  | VfB 08 Bautzen aa         | 3   | 1 | 0 | 2 | 004:900 | 0,44  | 02:40  |
| 3.  | Sportklub 1909 Bautzen aa | 3   | 0 | 0 | 3 | 002:140 | 0,14  | 0:60   |
| 4.  | Zittauer BC ab            | 0   | 0 | 0 | 0 | 000:000 | 1,00  | 0:0    |

| (M) | Titelverteidiger Oberlausitz |

## Gau Mittelsachsen
Die Spiele: FC Wettin Riesa vs. Riesaer SV und Wettin Riesa vs. VfR Freiberg, wurden als Niederlage für beide Mannschaften gewertet.
| Pl. | Verein          | Sp. | S | U | N | Tore    | Quote | Punkte |
| --- | --------------- | --- | - | - | - | ------- | ----- | ------ |
| 1.  | Döbelner SC (M) | 6   | 5 | 0 | 1 | 017:500 | 3,40  | 10:20  |
| 2.  | Riesaer SV      | 6   | 3 | 0 | 3 | 006:700 | 0,86  | 06:60  |
| 3.  | VfR Freiberg ac | 6   | 2 | 0 | 4 | 000:100 | 0,00  | 04:80  |
| 4.  | FC Wettin Riesa | 6   | 0 | 0 | 6 | 003:130 | 0,23  | 0:12   |

| (M) | Titelverteidiger Mittelsachsen |

## Gau Saale-Elster
Die Gründung des Gau Saale-Unstrut, erfolgte am 11. Juni 1912. Die Gau-Gründung basierte auf dem Wunsch der Weißenfelser Vereine, die ihre Interessen im Gau Saale nicht genügend berücksichtigt sahen. Aufgrund der geringen Entfernung und den somit kürzeren Fahr-Verbindungen, wurden Vereine aus Teuchern, Naumburg und Zeitz ebenfalls in den neuen Gau aufgenommen. Die Absicht die Stadt Merseburg ebenso mit anzuschließen scheiterte, da die Fahr-Verbindungen für Vereine der Stadt innerhalb des Gau Saale, spürbar bequemer und günstiger waren. Die Vereine aus der 1. Klasse spielten zuvor in der 1. Klasse Ostthüringens, der 2. Klasse Saale und der 3. Klasse Nordwestsachsens. Der offizielle Name wurde dann während der Saison in: Gau Saale-Elster umbenannt.
| Pl. | Verein                     | Sp. | S | U | N | Tore    | Quote | Punkte |
| --- | -------------------------- | --- | - | - | - | ------- | ----- | ------ |
| 1.  | FC Preußen Weißenfels      | 8   | 6 | 1 | 1 | 016:800 | 2,00  | 13:30  |
| 2.  | FC Hohenzollern Weißenfels | 8   | 5 | 1 | 2 | 025:700 | 3,57  | 11:50  |
| 3.  | Weißenfelser SC 03         | 8   | 3 | 0 | 5 | 009:100 | 0,90  | 06:10  |
| 4.  | Naumburger SV Hohenzollern | 8   | 2 | 2 | 4 | 016:200 | 0,80  | 06:10  |
| 5.  | Zeitzer BC 03              | 8   | 2 | 0 | 6 | 006:270 | 0,22  | 04:12  |

Relegationsspiele
| Datum    |                                            | Ergebnis  |                                     |
| -------- | ------------------------------------------ | --------- | ----------------------------------- |
| Mai 1913 | Zeitzer BC 03 (Letztplatzierter 1. Klasse) | 3:2 n. V. | Union Weißenfels (Sieger 2. klasse) |

## Meisterschafts-Endrunde
Die Meisterschafts-Endrunde fand im K.-o.-System statt. Qualifiziert waren die Meister der einzelnen Gaue, wobei die 7 Sieger der vom VMBV, als spielstark eingestuften Gaue und der Titelverteidiger eine eigene Runde (Abteilung A) ausspielten, dessen Sieger dann auf den der K.-o.-Runde, der als spielschwächer eingeordneten Gaue (Abteilung B) traf.

### Abteilung A

#### Viertelfinale
| Datum        |                                                         | Ergebnis  |                                                | Ort       |
| ------------ | ------------------------------------------------------- | --------- | ---------------------------------------------- | --------- |
| 9. März 1913 | Dresdner FC Fußballring (Sieger Gau Ostsachsen)         | 1:3 n. V. | VfB Leipzig (Sieger Gau Nordwestsachsen)       | Dresden   |
| 9. März 1913 | FuCC Cricket-Viktoria Magdeburg (Sieger Gau Mittelelbe) | 1:3       | SpVgg 1899 Leipzig-Lindenau (Titelverteidiger) | Magdeburg |
| 9. März 1913 | Hallescher FC 1896 (Sieger Gau Saale)                   | 2:1       | FC Sturm Chemnitz (Sieger Gau Südwestsachsen)  | Halle     |
| 9. März 1913 | FC Carl Zeiss Jena (Sieger Gau Ostthüringen)            | 3:0       | SV 01 Gotha (Sieger Gau Nordthüringen)         | Erfurt    |

#### Halbfinale
| Datum         |                    | Ergebnis |                             | Ort     |
| ------------- | ------------------ | -------- | --------------------------- | ------- |
| 16. März 1913 | FC Carl Zeiss Jena | 0:3      | Hallescher FC 1896          | Jena    |
| 30. März 1913 | VfB Leipzig        | 2:1      | SpVgg 1899 Leipzig-Lindenau | Leipzig |

#### Finale
| Datum         |             | Ergebnis |                    | Ort     |
| ------------- | ----------- | -------- | ------------------ | ------- |
| 6. April 1913 | VfB Leipzig | 2:0      | Hallescher FC 1896 | Leipzig |

### Abteilung B

#### Viertelfinale
| Datum         |                                                 | Ergebnis |                                             | Ort         |
| ------------- | ----------------------------------------------- | -------- | ------------------------------------------- | ----------- |
| 9. März 1913  | SV Budissa Bautzen (Sieger Gau Oberlausitz)     | 8:5      | Döbelner SC (Sieger Gau Mittelsachsen)      | Bautzen     |
| 9. März 1913  | FC Preußen Weißenfels (Sieger Gau Saale-Elster) | 2:3      | Zwickauer SC (Sieger Gau Westsachsen)       | Gera        |
| 9. März 1913  | FC Preußen Halberstadt (Sieger Gau Harz)        | 3:5      | FC 02 Cöthen (Sieger Gau Anhalt)            | Halberstadt |
| 16. März 1913 | Coburger FC (Sieger Gau Südthüringen)           | 2:0      | VfB 06 Sangerhausen (Sieger Gau Kyffhäuser) | Apolda      |

#### Zwischenrunde
| Datum         |              | Ergebnis |                    | Ort     |
| ------------- | ------------ | -------- | ------------------ | ------- |
| 16. März 1913 | Zwickauer SC | 3:0      | SV Budissa Bautzen | Zwickau |

#### Halbfinale
| Datum                             |             | Ergebnis |              | Ort    |
| --------------------------------- | ----------- | -------- | ------------ | ------ |
| 30. März 1913                     | Coburger FC | 3:2      | Zwickauer SC | Plauen |
| SV Cöthen 02 erhielt ein Freilos. |             |          |              |        |

#### Finale
| Datum         |             | Ergebnis |              | Ort  |
| ------------- | ----------- | -------- | ------------ | ---- |
| 6. April 1913 | Coburger FC | 3:1      | FC 02 Cöthen | Jena |

### Mitteldeutsches Finale
| Datum          |                                  | Ergebnis |                                  | Ort    |
| -------------- | -------------------------------- | -------- | -------------------------------- | ------ |
| 13. April 1913 | VfB Leipzig (Sieger Abteilung A) | 6:0      | Coburger FC (Sieger Abteilung B) | Erfurt |